# Latrodectus revivensis
Latrodectus revivensis är en spindelart som beskrevs av Shulov 1948. Latrodectus revivensis ingår i släktet änkespindlar, och familjen klotspindlar.
Artens utbredningsområde är Israel. Inga underarter finns listade i Catalogue of Life.